# Diogué
Diogué est à la fois une île et un village du Sénégal situé en Basse-Casamance. Il fait partie de la communauté rurale de Kafountine, dans l'arrondissement de Kataba 1, le département de Bignona et la région de Ziguinchor. Il est situé sur le côté nord de l'embouchure du fleuve Casamance dans l'océan Atlantique.

## Population
Diogué compte environ 1.000 habitants et est constituée de plusieurs ethnies et nationalités en raison de son emplacement et de son activité de transformation des produits de la pêche. L'île est subdivisée en deux grands quartiers : Diogué Wolof habité en majorité par les Musulmans et Diogué Diola peuplé d'animistes.

## Geographie
L'île Diogué, avec une superficie de 320 km2, est limitée à l'ouest par l'océan Atlantique, au nord par les îles du Bliss et au sud par le fleuve Casamance.
En même temps que les villages de Bakassouk, Hitou et Niomoune, Diogué est partie intégrante des îles Petit Kassa. Les îles du Bliss au nord et le Petit Kassa englobent les îles Bliss-Kassa.
L’érosion menace l'île. La côte, constituée de mangroves et de sables, y est fragile. Le sédiment se déplace au gré des courants marins et des marées.

## Économie
Avec comme activité principale la pêche et la transformation des produits halieutiques, les populations pratiquent aussi la riziculture pluviale. La pêche artisanale est pratiquée dans les bolongs et en haute mer par des ressortissants sénégalais et ouest-africains, notamment des Ghanéens, des Maliens et des Guinéens de Conakry.

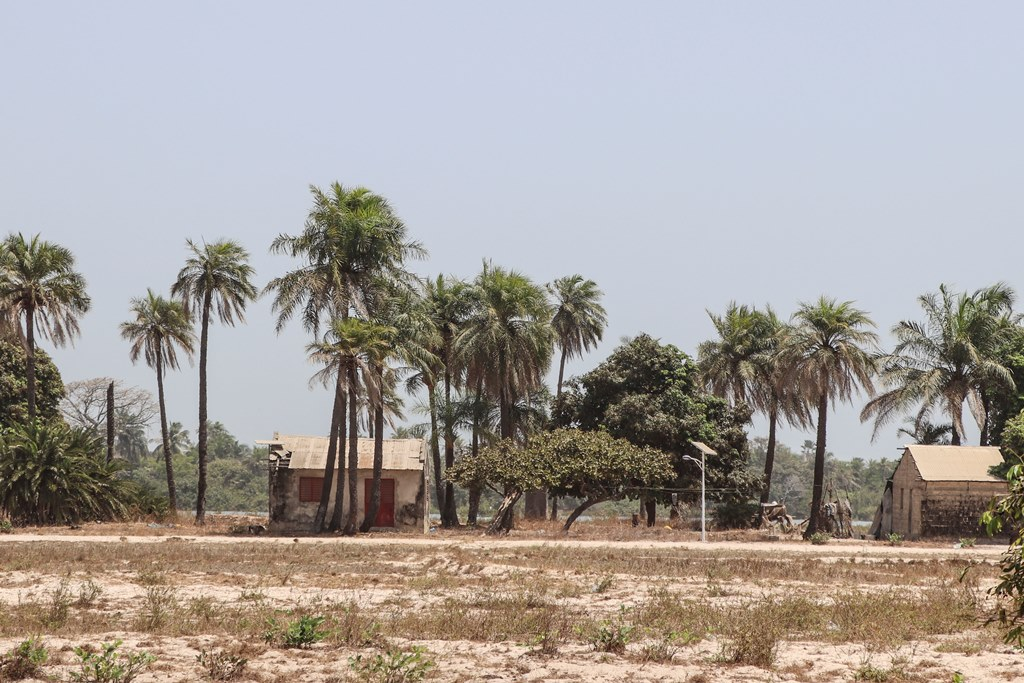
Quartier Diola.
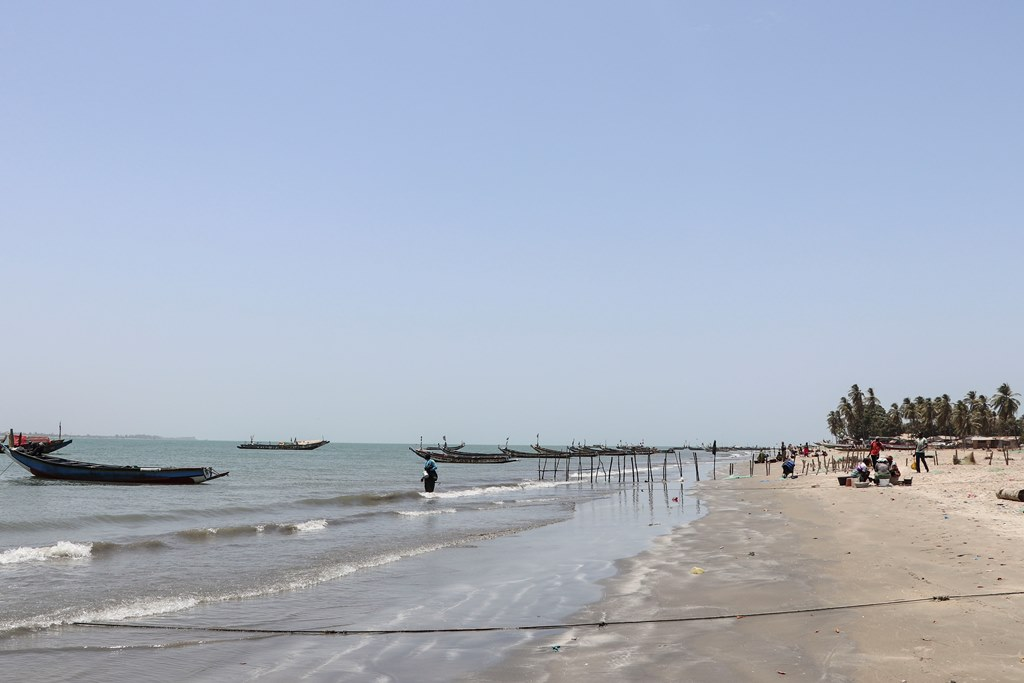
Débarcadère des pêcheurs.
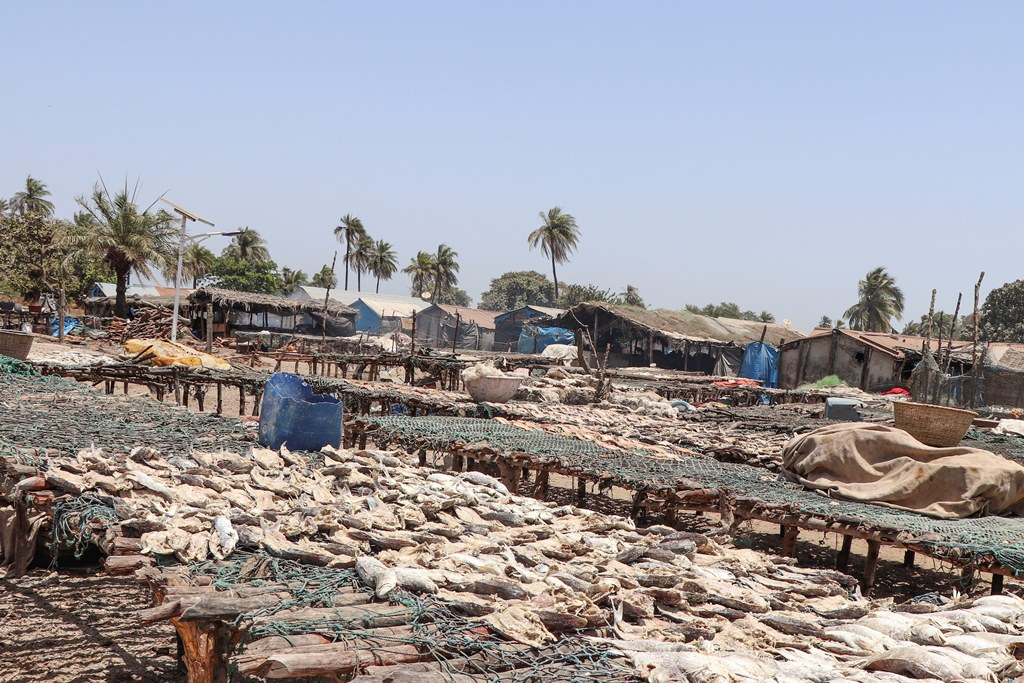
Étals de poisson séché.
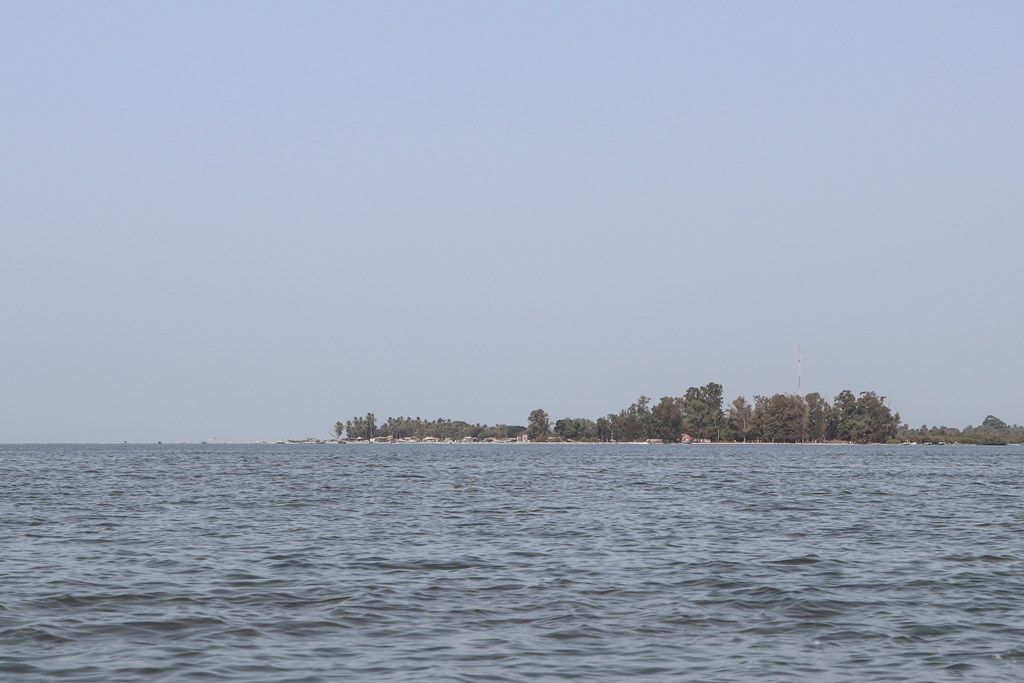
La pointe de Diogué, située tout juste au nord de l’embouchure du fleuve Casamance.